# Beukenschorsbekertje
Het beukenschorsbekertje (Pezicula carpinea) is een schimmel behorend tot de familie Dermateaceae. Het vormt apothecia in groepen in schorsspleten van staande en liggende takken en stammen van Fagus. Volgens literatuur komt de soort ook voor op Carpinus. Apothecia komen voor in augustus en november. Het is de typesoort van het geslacht Pezicula.

## Verspreiding
In Nederland komt het zeldzaam voor.